# Israel Petersson (Finstaätten)
Israel Petersson (Finstaätten), död 24 november 1302, var kanik och domprost i Uppsala domkyrka. Han var ägare till gården Runby i Eds socken, Sollentuna härad samt son till Peter Israelsson och bror till lagman Birger Persson till Finsta.
Israel Petersson var kanik i Uppsala 1295.
Den 22 mars 1298 är han omnämnd i Svenskt Diplomatariums huvudkartotek över medeltidsbreven
| ”           | Uppsalakaniken Israel Petersson kungör att han med sin bror upplandslagmannen Birgers samtycke till kyrkan i Uppsala som donation skänker sin gård Hamra om 12 öresland och dessutom 16 örtugland i byn Alversta (nu Älvesta) i Botkyrka socken med alla tillägor, varvid han avsäger sig och på mottagaren överflyttar all sin rätt till nämnda gods. Överlåtelse har skett direkt i ärkebiskop Nils ’händer’ i närvaro av brodern lagman Birger m.fl. | „ |
| – sdhk_1776 | |   |

1299 efterträdde han sin kusin Andreas And som domprost i Uppsala.
Den 20 maj 1302 skänkte han gården Nysta till sin kusin Andreas, och beseglade dokumentet med sitt sigill, väl synligt i Svenskt Diplomatariums huvudkartotek över medeltidsbreven.
| ” | Domprosten Israel Petersson i Uppsala kungör att han med samtycke av sin bror, Upplands lagman Birger, till sin släkting magister Andreas som tack för diverse välgärningar skänker 10 öresland i Nysta (Njursta, Eds socken) med alla tillägor, om han skulle dö före nämnde Andreas. Han förbehåller sig därvid fri utfärdsväg för gården Runby (Eds sn) till vattendrag, beten och skogsmarker. Efter magister Andreas död skall godset i Nysta övergå i hans nämnde bror Birgers eller dennes barns ägo, försåvitt inte brodern dör barnlös före Andreas, i vilket fall den senare efter eget huvud skall fördela godset i fråga till förmån för alla deras själar. | „ |

24 november 1302, då Israel Petersson troligen var död, kallades Andreas åter domprost och innehade därefter detta ämbete till sin död.
Israel Peterssons anniversarium firades i Uppsala domkyrka tillsammans med bland andra kusinen Karl Erlandsson (Finstaätten) den 12 augusti, som troligen var Israels Peterssons dödsdag.